# Carceri
Carceri é uma comuna italiana da região do Vêneto, província de Pádua, com cerca de 1.549 habitantes. Estende-se por uma área de 9 km², tendo uma densidade populacional de 169 hab/km². Faz fronteira com Este, Ospedaletto Euganeo, Ponso, Vighizzolo d'Este.

## Demografia
| Variação demográfica do município entre 1861 e 2011                               |
|                                                                                   |
| Fonte: Istituto Nazionale di Statistica (ISTAT) - Elaboração gráfica da Wikipedia |